# ليوبولد نويمر
ليوبولد نويمر (بالألمانية: Leopold Neumer)‏ (مواليد 8 فبراير 1919) هو لاعب كرة قدم. يلعب مع منتخب ألمانيا لكرة القدم. سبق له أن لعب في كأس العالم لكرة القدم مع منتخب بلاده.

## روابط خارجية
- ليوبولد نويمر على موقع الاتحاد الدولي (مؤرشف)  (الإنجليزية)
- ليوبولد نويمر على موقع قاعدة بيانات كرة القدم.إي يو (الإنجليزية)
- ليوبولد نويمر على موقع ناشيونال فوتبول تيمز (الإنجليزية)
- ليوبولد نويمر على موقع Soccerway.com (الإنجليزية)
- ليوبولد نويمر على موقع عالم كرة القدم.نت (الإنجليزية)